# Франческо Фоскари
Франческо Фоскари (на италиански: Francesco Foscari) е шестдесет и петият венециански дож от 1423 до 1457 г.

## Биография
Фоскари е роден през 1373 г. в Египет, където баща му Николо Фоскари е изпратен в изгнание. През 1391, осемнадесетгодишен, той за пръв път се озовава във Венеция и бързо прави блестяща кариера. През 1401 г. е сенатор, а от 1405 до 1413 е член на Съвета на десетте, изпращан е на мисии като посланик при император Сигизмунд Люксембургски, султан Мехмед I и при Джанфранческо I Гонзага. От съвременниците си е описван като убедителен оратор с отлична памет.

## Управление
Франческо Фоскари е избран за дож на 15 април 1423 г. и неговото управление е не само най-дългото в историята на Венеция (34 години), но при него тя осъществява и най-значителното си териториално разширение, обединявайки двете области Венето и Фриули.
Още неговият предшественик Томазо Мочениго пише за Фоскари: „Мнозина от вас симпатизират на Франческо Фоскари, но те не виждат, че той е горделив и лъжец, че обещава много, а изпълнява малко. Ако го изберете за дож, ще бъдете в непрестанна война.“
Фоскари води войни с Висконти, после с османците, воюва с останалите големи венециански фамилии, бори се с природни бедствия като голямата суша през 1424 г., с многобройните наводнения, замръзването на лагуната през 1431, което парализира града за месеци, със земетресението от 1451 г. и накрая с чумата, която убива четири от общо 11–те му деца.
През 1430 г. Андреа Контарини, подтикван от фамилията Лоредано, вечен враг на Фоскари, напада дожа и го ранява с кама.
На 5 ноември 1450 началникът на децемвирите Ермолао Донато е убит. Единственият останал жив от синовете на Фоскари, Джакомо Фоскари, е обвинен за убийството въпреки липсата на доказателства. Обвинението е базирано единствено на факта, че няколко години преди това през 1445 г. Донато го е осъдил на изгнание и конфискация на имуществото заради вземането на безвъзмездни средства от чуждестранни владетели. Джакомо е задържан, изтезаван, а след това изселен на Крит. През 1455 г. Джакомо Фоскари пише на херцога на Милано Франческо Сфорца с молба да се застъпи за него пред Венеция. Писмото обаче попада в ръцете на Съвета на десетте. Доведен обратно във Венеция Джакомо признава, че е автор на писмото, но само поради желанието си отново да види страната си. Този път той е осъден на вечно изгнание на Крит като през първата година от изгнанието трябва да живее като затворник. Тогава обаче един венециански аристократ, Николо Еризо, прави признание на смъртното си легло, че той е истинският убиец на Ермолао Донато. В резултат на това мнозина сенатори решават да пледират невинност за Джакомо, но вече е късно – той умира през 1457 г. в затвора си на Крит едва няколко месеца след като е изпратен там.
Междувременно Франческо Фоскари все повече загубва интерес към държавните дела и отказва да присъства на заседанията на Съвета на десетте. През 1457 г. трима от членовете на Съвета го посещават и с обвинението, че не е посетил три заседания, счупват пръстена му на дож, заповядвайки му да абдикира, в противен случай го заплашват, че ще му бъде отнето имуществото. Фоскари приема. През октомври 1457 г. е избран неговият наследник Паскуале Малипиеро, а Фоскари е толкова уязвен, че получава сърдечен пристъп и умира още докато трае тържествената церемония по избора на новия дож. Това причинява голямо смущение сред присъстващите, надигат се гласове сред гражданите против Съвета на десетте. Заради вълненията Съветът нарежда да бъде направено държавно погребение на Фоскари.
Животът на Франческо Фоскари става сюжет на драмата на Байрон „Двамата Фоскари“, както и на опера от Джузепе Верди.

## Семейство
Франческо Фоскари има два брака. Първият е през 1395 г. с Мария, дъщеря на патриция Андреа Приули дал Банко. Тя му ражда няколко синове и дъщери, но умира около 1414 г. Вторият му брак е през 1415 г. с Марина, дъщеря на Бартоломео Нани. От нея има четирима сина и пет дъщери, но между 1425 и 1427 г. всички те с изключение на един син, Джакомо Фоскари, умират от чума. Синът му Джакомо Фоскари е женен за Лукреция Контарини, от която има две деца. Несправедливо обвинен за убийство, което не е извършил, той е измъчван и осъден на изгнание на Крит, където умира само няколко месеца след влизане в сила на присъдата през 1457 г.